# Orm
Orm (nórdico antiguo: Ormr) es un apelativo cuyo origen procede del nórdico antiguo y presente en danés, sueco, noruego y nynorsk, palabra que significa serpiente, gusano o dragón. Se convirtió en nombre propio anglosajón durante el periodo de expansión vikinga en el Danelaw.
Uno de los primeros ejemplos es el rey legendario Orm «concha rota» (Ormr Skjelamoli) rey de Romsdal, antes del siglo VIII; Sigurd Ragnarsson apodado «Sigurd serpiente en el ojo» (Sigurðr ormr í auga) en el siglo IX;  y Orm Eilivsson, jarl de Oppland durante el reinado de Harald III de Noruega (m. 1066). 
En Landnámabók (Libro del Asentamiento) aparecen múltiples entradas de personajes con ese nombre, los primeros colonos vikingos de Islandia. La versión islandesa del nombre es Ormur. 
Los anales de Úlster y Chronicon Scotorum citan a un caudillo vikingo llamado Orm [Horm] que fue derrotado en el campo de batalla por Rhodri Mawr en el año 856; fue la primera victoria de las tropas de Bretland (Gales) sobre los llamados extranjeros oscuros.